# Wybory parlamentarne w Austrii w 1971 roku
Wybory parlamentarne w Austrii odbyły się 10 października 1971. Frekwencja wyborcza wyniosła 92,4%. Przy władzy utrzymali się socjaliści, zdobywając bezwzględną większość w parlamencie.
Głosowanie poprzedziła reforma systemu wyborczego. Liczba miejsc w Radzie Narodowej zwiększyła się ze 165 do 183, zaś nowa ordynacja wyborcza była korzystniejsza dla małych ugrupowań.

## Wyniki wyborów
|  | Lista                               | Liczba głosów | %    | +/- | Mandaty | +/- |
|  | ----------------------------------- | ------------- | ---- | --- | ------- | --- |
|  | Socjalistyczna Partia Austrii (SPÖ) | 2 280 168     | 50,0 | 1,6 | 93      | 12  |
|  | Austriacka Partia Ludowa (ÖVP)      | 1 964 713     | 43,1 | 1,6 | 80      | 2   |
|  | Austriacka Partia Wolnościowa (FPÖ) | 248 473       | 5,5  |     | 10      | 4   |
|  | Komunistyczna Partia Austrii (KPÖ)  | 61 762        | 1,4  | 0,4 | 0       |     |
|  | inni                                | 1 874         | 0,0  |     | 0       |     |
|  | Razem                               | 4 556 990     | 100  |     | 183     | +18 |

### Wyniki wyborów w Krajach związkowych
| Kraje związkowe wyniki w % | SPÖ  | ÖVP  | FPÖ  | KPÖ | Inni | Frekwencja |
| -------------------------- | ---- | ---- | ---- | --- | ---- | ---------- |
| Burgenland                 | 50,2 | 46,4 | 2,9  | 0,5 | -    | 94,6       |
| Karyntia                   | 55,0 | 33,8 | 9,7  | 1,6 | -    | 91,2       |
| Dolna Austria              | 47,0 | 48,6 | 3,1  | 1,2 | -    | 95,0       |
| Górna Austria              | 48,0 | 44,7 | 6,5  | 0,8 | -    | 93,8       |
| Salzburg                   | 45,2 | 42,5 | 11,5 | 0,8 | -    | 89,3       |
| Styria                     | 49,0 | 44,5 | 4,9  | 1,6 | -    | 95,8       |
| Tyrol                      | 37,8 | 56,5 | 5,2  | 0,6 | -    | 93,9       |
| Vorarlberg                 | 36,6 | 51,6 | 11,1 | 0,7 | -    | 95,9       |
| Wiedeń                     | 59,5 | 33,9 | 4,3  | 2,1 | 0,2  | 87,4       |